# Gelebtes Museum Mähring

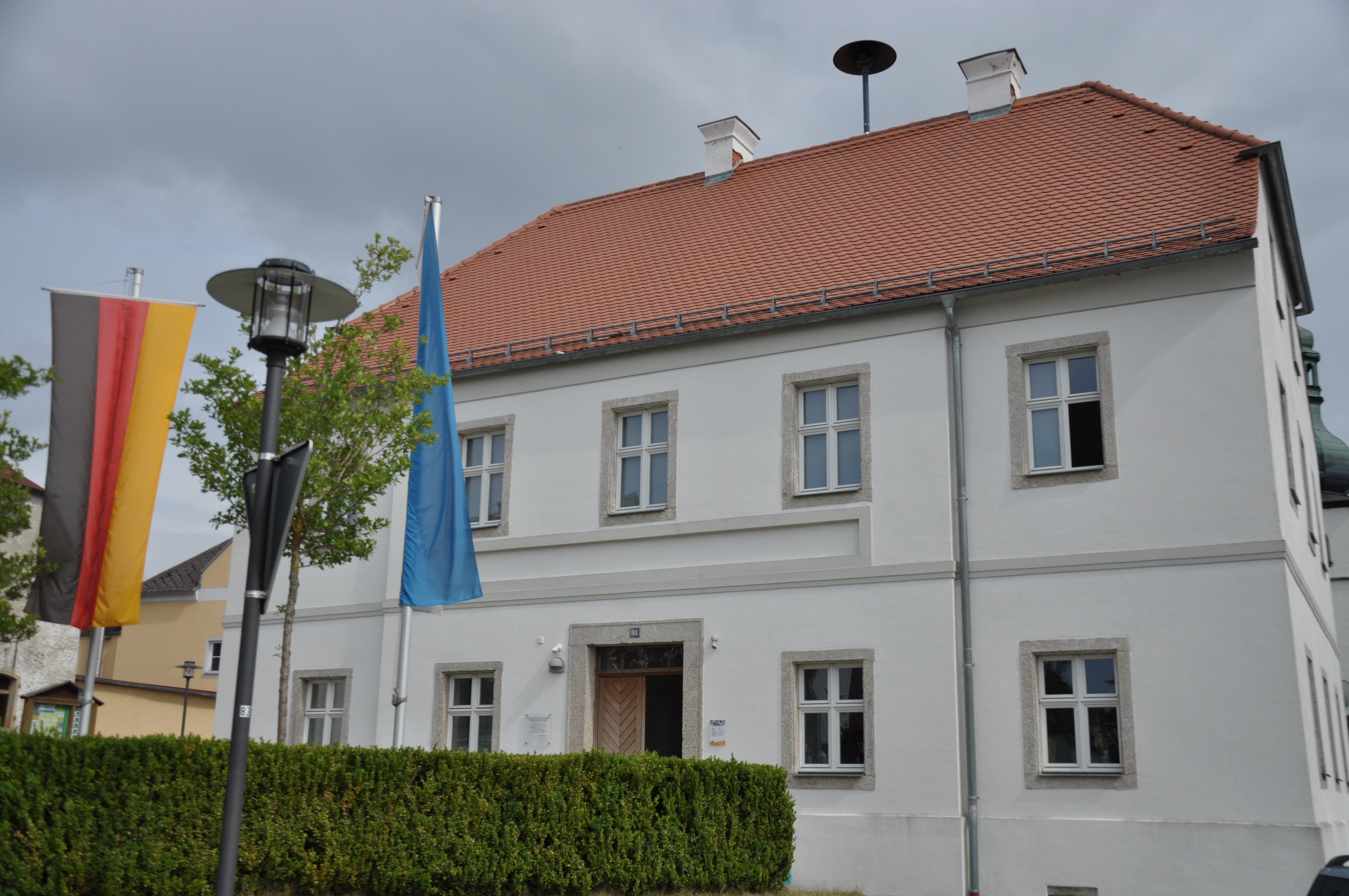
Außenansicht des Gelebten Museums in Mähring

Das Gelebte Museum Mähring beschäftigt sich mit dem Leben an der
deutsch-tschechischen Grenze. Das Museum im ehemaligen Rathaus von Mähring liegt in der Ortsmitte und wurde 2015 eröffnet.

## Inhalte
Mähring liegt nur wenige Kilometer von der deutsch-tschechischen Grenze entfernt im Oberpfälzer Landkreis Tirschenreuth. Vor dem Zweiten Weltkrieg war die Region noch ein gemeinsamer Kulturraum und der Austausch mit den östlichen Nachbarn ganz selbstverständlich. Die Vertreibung der deutschen Bevölkerung und die Errichtung des Eisernen Vorhangs bereitete dem Miteinander ein jähes Ende.
Das verschwundene Dorf Lohhäuser wird im Museum exemplarisch vorgestellt. Nachdem die Bewohner den Ort verlassen mussten, wurde die Siedlung abgerissen. Fundstücke daraus sind im Museum zu sehen.
Am 30. April und 1. Mai 1990 kam es nach über 40 Jahren der Trennung zu einem ersten Probegrenzöffnungstag, zu dem über 30.000 Menschen beidseits der Grenze zusammenkamen. Am 1. Juli 1990 wurde die Grenze schließlich geöffnet und seither nähern sich die Nachbarn wieder an. Mit der Aufnahme der Tschechischen Republik in die EU im Rahmen der Osterweiterung 2004 wurden auch die Grenzkontrollen abgebaut.
Die Dauerausstellung erzählt vom Leben an der Grenze und wie es sich durch politische Entscheidungen gravierend verändert hat.
Das Museum ist Teil des Museumsverbundes das zwoelfer – Die Museen im Landkreis Tirschenreuth.

## Auszeichnungen
Das Museum erhielt 2018 den Denkmalpreis des Bezirks Oberpfalz.